# Szűcs

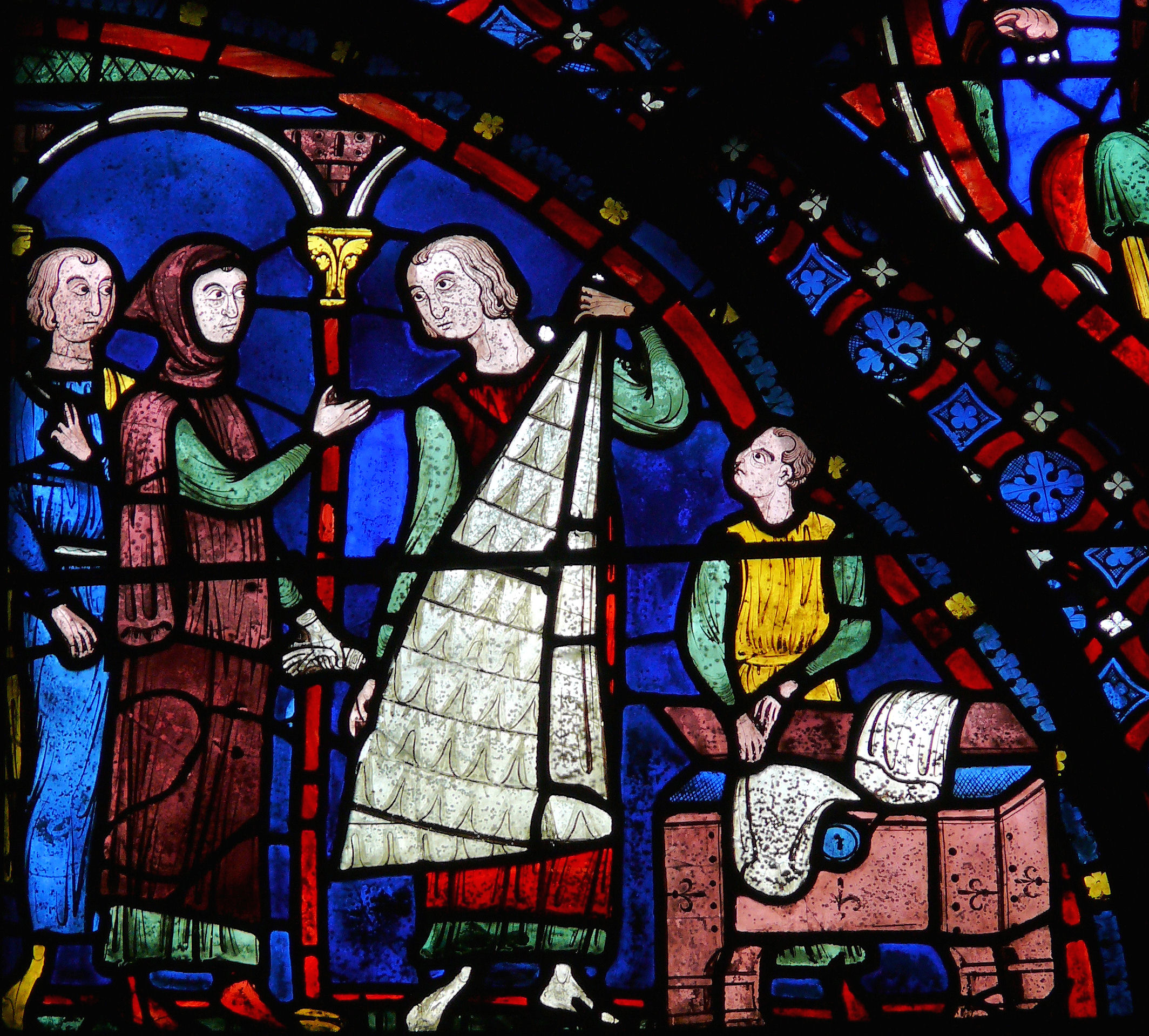
Szűcs a chartres-i katedrális ablakán (1215–40)

A szűcs ruházkodásra alkalmas szőrös bőrök szabásával, varrásával és kikészítésével foglalkozó mesterség.

## Története
A szűcsök eltérően a tímároktól és a vargáktól szőrös bőrök kikészítésével és feldolgozásával foglalkoznak. Míg a szűcsök a bőrt a rajta levő szőr miatt dolgozták fel, addig a vargák, tímárok a szőrt eltávolították. Ezért a szűcs bőrkikészítésnél a növényi cserzés nem volt használható, bár egyes technológiákat átvettek a rokon szakmákból. A szűcs szó eredeti bolgár-török jelentése varrni. 
Már a tihanyi apátság alapító levele is említi a szűcsöket.
Korábban a szűcsök a posztóból készített ruhafélék bélelését végezték. A későbbiekben már a sokkal drágább bőrökből készítettek viseletet.